# Papaver kachroianum
Papaver kachroianum är en vallmoväxtart som beskrevs av Tabinda, Dar och Naqshi. Papaver kachroianum ingår i släktet vallmor, och familjen vallmoväxter. Inga underarter finns listade i Catalogue of Life.